# Achaea durfa
Achaea durfa is een vlinder van de familie van de spinneruilen (Erebidae). De wetenschappelijke naam van deze soort is voor het eerst voorgesteld door Carl Plötz in een publicatie uit 1880.
De soort komt voor in Kameroen, Equatoriaal-Guinea, Sao Tomé en Principe, Congo-Kinshasa, Oeganda, Rwanda, Tanzania en Malawi.